# Miss Universe Organization
Miss Universe Organization è un'organizzazione che attualmente possiede e gestisce i concorsi di bellezza Miss Universo, Miss USA e Miss Teen USA. Con sede a New York, è di proprietà della NBC Universal e di Donald Trump. L'attuale presidente è Paula Shugart. L'organizzazione vende i diritti televisivi dei concorsi ai canali televisivi di tutto il mondo.